# Wungaran Catenae
Le Wungaran Catenae sono una struttura geologica della superficie di Rea.